# Capitell de Ca la Pauleta
El Capitell de Ca la Pauleta és una obra de la Cellera de Ter (Selva) inclosa a l'Inventari del Patrimoni Arquitectònic de Catalunya.

## Descripció
Aquest capitell, fet amb pedra calcària de Girona, està inserit en una cantonada de la casa del número 4 del carrer d'Amer amb la travessera estreta número 2-4, a l'altura del primer pis.
A primera vista el capitell costa de veure, ja que està en un lloc poc comú i envoltat de varis cables i estructures de l'enllumenat.
El capitell mostra tres de les seves quatre cares esculpides. A la part inferior presenta decoracions vegetals i a la part superior, motllures. Als angles hi ha volutes i, com a figuració central, hi ha tres caps infantils de notable factura. Són cares ben treballades de l'arquetipus iconogràfic dels angelots.

## Història
Es tracta d'un capitell del segle xiii-XIV aparentment descontextualitzat i reaprofitat. Fou canviat de lloc en època indeterminada.
Com a hipòtesi, podríem parlar d'alguna resta de la propera església de Santa Maria de Sales, encara que seria potser més possible que fos una compra antiga.
Fou descobert per l'historiador i erudit local Lluís Llagostera durant els anys 70.